# Pseudosaga sphinx
Pseudosaga sphinx är en insektsart som beskrevs av Brancsik 1898. Pseudosaga sphinx ingår i släktet Pseudosaga och familjen vårtbitare. Inga underarter finns listade i Catalogue of Life.